# فولارين كامبل
فولارين كامبل (بالإنجليزية: Folarin Campbell)‏ مواليد 27 فبراير 1986 في ماريلند، هو لاعب كرة سلة أمريكي من أصل نيجيري. بدأ مسيرته الاحترافية في سنة 2008. يلعب مع فريق نادي فينتسبيلس لكرة السلة. يحمل الرقم 55.

## المسيرة الاحترافية
لعب مع سباستياني باسكت رييتي في الدوري الإيطالي في موسم 2008–2009، ثم لعب مع أرتلاند دراغونز في الدوري الألماني في موسم 2009–2010، ثم لعب مع تليكوم باسكتس بون في موسم 2010–2011، ثم لعب مع كازالي في سنة 2011، ثم لعب مع فينتسبيلس في موسم 2012–2013، ثم لعب مع نيو باسكت برينديزي في الدوري الإيطالي في موسم 2013–2014، ثم لعب مع نيكار ريزن لودفيغسبورغ في الدوري الألماني في موسم 2014–2015، ثم لعب مع أورلاندينا باسكيت في الدوري الإيطالي في سنة 2015.

## روابط خارجية
- فولارين كامبل على موقع كرة السلة الأوروبية.كوم (الإنجليزية)
- فولارين كامبل على موقع كلية كرة السلة في سبورتس رفرنس.كوم (الإنجليزية)
- فولارين كامبل على موقع ريلجم (الإنجليزية)
- فولارين كامبل على موقع بروبوليرز (الإنجليزية)
- فولارين كامبل على موقع سبورتس رفرنس (الإنجليزية)